# The Marina Torch
The Torch (auch The Marina Torch; englisch „Die Fackel“) ist ein Wolkenkratzer in Dubai mit einer Höhe von 352 Metern.

## Gebäude
Der Bau des Gebäudes begann im Jahr 2005 und wurde im Frühjahr 2011 beendet. Im Februar 2011 wurde das letzte Stück der Krone des Wolkenkratzers installiert, womit die Endhöhe von 352 Metern erreicht wurde. Das Gebäude in der Dubai Marina befindet sich neben dem Princess Tower. In den 86 Geschossen des Turms sind 676 Wohnapartments eingerichtet. The Torch ist damit der siebthöchste Wohnwolkenkratzer der Welt, war unmittelbar nach Fertigstellung sogar der höchste und übertraf dabei den 323 Meter hohen Q1 Tower im australischen Gold Coast, wurde selbst allerdings im Januar 2012 durch das ebenfalls in Dubai befindliche 23 Marina (393 Meter) wieder abgelöst.
Der schlank aufsteigende Wolkenkratzer besteht aus einer Stahlbetonkonstruktion und schließt oberhalb der letzten Wohnetage in 300 Metern Höhe mit einer rundlichen Krone ab.

## Brand 2015
Am 21. Februar 2015 brach gegen 2 Uhr Ortszeit in der 52. Etage ein Feuer aus, das sich in kurzer Zeit, angefacht durch starke Winde, bis in den 70. Stock ausbreitete. Nach vorhergehenden zahlreichen Fehlalarmen ertönte der Alarm im Gebäude dieses Mal erst, nachdem ein Bewohner, der den Notruf gewählt und an Türen von Nachbarn geläutet hatte, bis in den 20. Stock hinuntergelaufen war und dort dann per Hand einen Alarmknopf gedrückt hatte. Der Alarm wurde demnach nicht automatisch durch Brandmelder ausgelöst. Mehrere hundert Bewohner wurden in Sicherheit gebracht. Da immer wieder Teile der Fassade herabstürzten, wurden Straßen in der Umgebung des Gebäudes gesperrt. Um ungefähr 5 Uhr Ortszeit war das Feuer gelöscht. Es gab Verletzte durch Rauchgas, jedoch keine Toten. Sicherheitshalber wurden auch Nachbargebäude evakuiert. Unmittelbar nach dem Brand konnten nicht alle Bewohner wieder in das Gebäude zurückkehren. Lediglich die Wohnungen bis zum 20. Stockwerk waren begehbar.

## Brand 2017
Am 3. August 2017 brach erneut ein Feuer in dem Gebäude aus. Der Brand begann laut der Polizei Dubais im 9. Stock und breitete sich rasch über weitere Stockwerke aus.
Nach Angaben des Zivilschutzes war das Feuer um 03:30 Uhr Ortszeit unter Kontrolle. Es gab keine Verletzten oder Toten.